# Hartmannstraße 24 (Bad Kissingen)

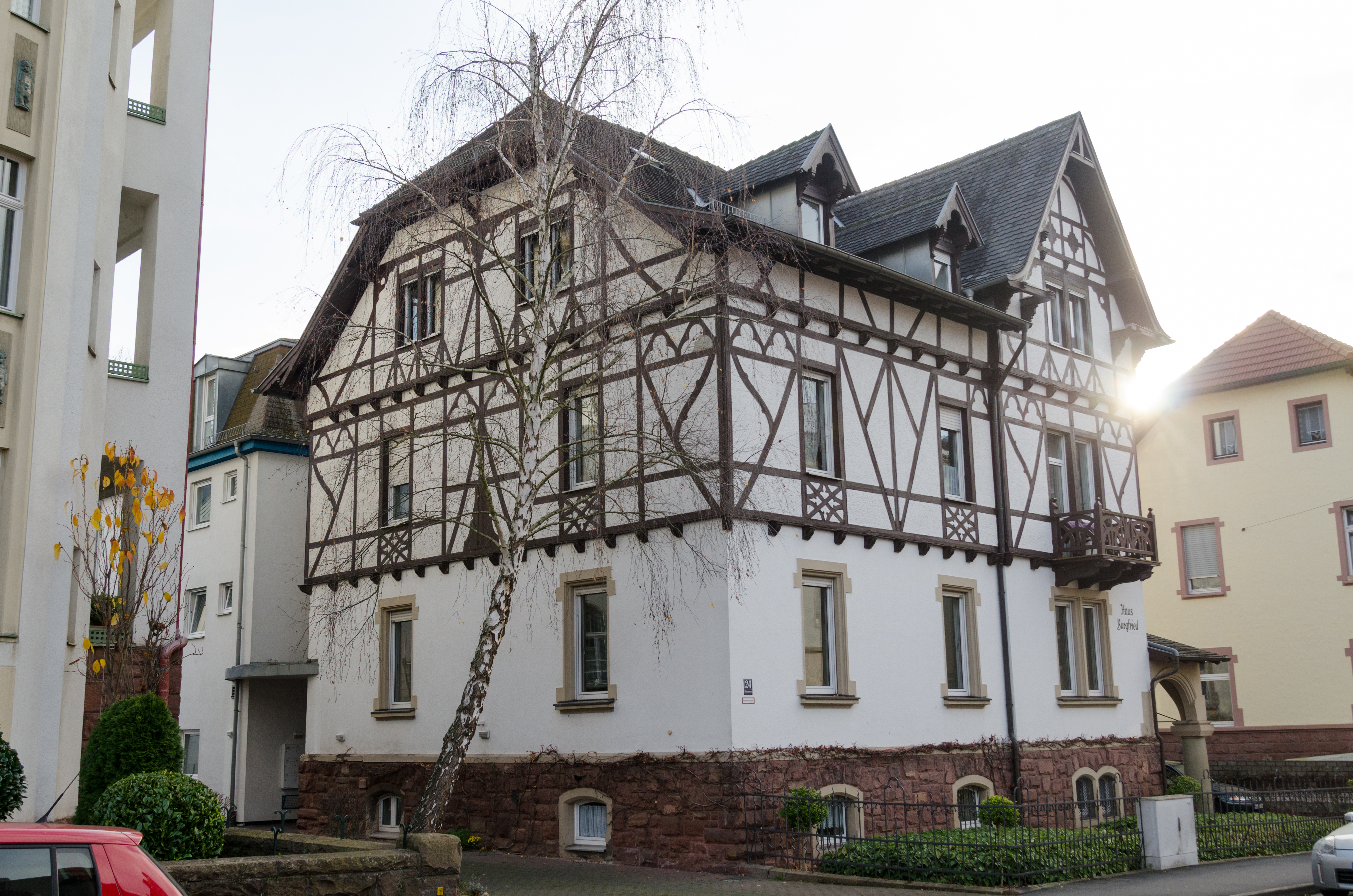
Hartmannstraße 24 in Bad Kissingen

Das Anwesen in der Hartmannstraße 24 in der Hartmannstraße in Bad Kissingen, der Großen Kreisstadt des unterfränkischen Landkreises Bad Kissingen, gehört zu den Bad Kissinger Baudenkmälern und ist unter der Nummer D-6-72-114-296 in der Bayerischen Denkmalliste registriert.

## Geschichte
Das Wohngebäude mit dem Namen Haus Burgfried wurde im Jahr 1901 vom Architekten August Gleißner im historistischen Stil errichtet. Bei dem Anwesen handelt es sich um einen zweigeschossigen Halbwalmbau mit Sockelgeschoss mit Hausteingliederung, Treppenturm und Obergeschoss mit Zierfachwerk. Die rein dekorative Auffassung der Architektur der Gründerzeit steigerte wie beispielsweise bei diesem Anwesen die Beliebtheit des so genannten Fachwerkstils.